# 毛衢
毛衢（1496年—1544年），字大亨，號鹿泉（一作号六泉），南直隶苏州府吴江縣人，明朝政治人物。

## 生平
治《易經》，嘉靖元年（1522年）壬午科應天府鄉試第五十八名舉人，嘉靖二年（1523年）聯捷癸未科會試第一百三十四名，第三甲第七十九名進士。先后任浙江太平、永康知县，升刑部主事，历刑部署员外郎，十二年五月升四川按察司佥事，遷云南布政司左参议，十七年十月升四川提学副使，十九年十二月考察罢职。

## 家族
曾祖毛鳳一。祖父毛友諒。父毛源。母陳氏。慈侍下。兄律、術。